# Starzawa (stacja kolejowa)
Starzawa (ukr. Старява) – stacja kolejowa w Starzawie w obwodzie lwowskim Ukrainy.
Znajduje się w odległości 44 km od stacji Przemyśl Główny i 21 km od stacji Ustrzyki Dolne.